# 嶺腳瀑布
嶺腳瀑布，又稱「嶺下瀑布」，位於新北市平溪區基隆河上游，落差約11公尺，瀑幅寬約40公尺，與十分瀑布同為帽岩瀑布、簾幕型瀑布，為平溪規模僅次於十分瀑布的第二大瀑布。相傳早期有退伍軍人將瀑潭旁的岩石鑿成石窟，因此又稱為「嶺腳石窟瀑布」。基隆河從分水崙發源地至嶺腳之前水流和緩，至嶺腳車站附近開始有了疊潭，河床產生高差，三潭三疊，潭深分別為7米、9米、13米。直至第三疊時進入嶺腳斷崖，形成嶺腳瀑布，第三個潭面即是嶺腳瀑布的瀑頂。嶺腳瀑布下有9米深潭，藏有漩渦暗流，經常有溺水事件發生，需多加謹慎。嶺腳瀑布先前為私人所闢建的風景區，因管理不善，已荒廢多年。前往瀑布的步道位於嶺腳車站東方，步行約200公尺旁有階梯向下，可抵達嶺腳瀑布下方。

## 交通資訊
- 自行開車：由 市道106號靜安路二段（平十公路）行駛至田子，依前往嶺腳車站指標岔路前行約400公尺處路邊停車，步行過平陽橋抵嶺腳車站後，再由車站旁步道前往。

- 大眾運輸：

1. 搭乘台鐵平溪線至嶺腳車站，由車站旁步道前往。
2. 搭乘台北客運795線延駛十分【木柵－十分】至田子站，沿往嶺腳車站岔路前步行約450公尺抵達車站，再由車站旁步道前往。